# Собор Нотр-Дам-де-Дом (Авіньйон)
Нотр-Дам-де-Дом — кафедральний собор в Авіньйоні. Збудований у 1140–1160 роках. Розташований поряд із Папським палацом. У соборі знаходяться гробниця Бенедикта XII та надгробок Івана XXII.
Зачинений під час Французької революції, храм був знову освячений у 1822 році.

## Опис
Внутрішній простір церкви являє собою суцільну наву, до якої у XIV–XVI ст. були додані бокові капели. Апсида, повністю перероблена у 1600 році, освітлюється 5 вікнами. У портику, навіяному римською античністю, з його рельєфними колонами і коринфськими капітелями, Симоне Мартіні написав «Діву Марію в оточенні Ангелів і Благословляючого Христа». У соборі знаходиться гробниця Бенедикта XII, споруджена у 1342–1345 роках Жаном Лавеньєром. В іншій каплиці — надгробок Івана XXII.
Собор розписаний для кардинала Якопо Стефанескі.
Монументальна церква увінчана незвичним романським куполом з величезною позолоченою статуєю Діви Марії. Нотр-Дам-де-Дом довгий час виконував обов'язки собору святого Петра у Римі, являючись кафедрою Верховного понтифіка.
Назва собору виникла у зв'язку із латинською фразою «Domus episcopalo», що означає «Дім єпископа». Історики схильні вважати, що на місці собору уже в IV столітті стояла базиліка, недалеко від якої знаходилась резиденція єпископа. Давня базиліка була зруйнована сарацинами у VIII сторіччі і відродилась до життя приблизно у тому вигляді, в якому ми бачимо її зараз, лиш у середині XII сторіччя. А величезна свинцева статуя Діви Марії вагою 4,5 тонни, покрита сусальним золотом, стала домінувати над містом лише з 1859 року.